# Danville (Missouri)
Danville – jednostka osadnicza w Stanach Zjednoczonych, w stanie Missouri, w hrabstwie Montgomery.